# FK Mogren
Fudbalski Klub Mogren Budva (Фудбалски Клуб Могрен Будва) – czarnogórski klub piłkarski z siedzibą w Budvie, działający w latach 1920–2017. Po sezonie 2016/17 klub wycofał się z rozgrywek Trećej ligi. Został utworzony w 1920 roku, jako FK Budva. 

## Historia
- 1920 – został założony jako FK Budva.
- 1991 – zmienił nazwę na FK Mogren Budva.

## Stadion
Klub rozgrywał swoje mecze domowe na stadionie Stadion Lugovi w Budvie, który mógł pomieścić 4 tys. widzów.

## Sezony
| Sezon                          | Liga                                                 | Poziom | Miejsce |
| Federalna Republika Jugosławii |                                                      |        |         |
| 1999/00                        | Prva liga SR Јugoslavije                             | I      | 19      |
| 2000/01                        | Druga liga SR Јugoslavije – Grupa Jug (Południe)     | II     | 3       |
| 2001/02                        | Druga liga SR Јugoslavije – Grupa Jug (Południe)     | II     | 1       |
| 2002/03                        | Prva liga SR Јugoslavije                             | I      | 16      |
| Serbia i Czarnogóra            |                                                      |        |         |
| 2003/04                        | Druga liga Srbije i Crne Gore – Grupa Jug (Południe) | II     | 8       |
| 2004/05                        | Prva crnogorska liga                                 | II     | 6       |
| 2005/06                        | Prva crnogorska liga                                 | II     | 5 *     |
| Czarnogóra                     |                                                      |        |         |
| 2006/07                        | Prva liga                                            | I      | 5       |
| 2007/08                        | Prva liga                                            | I      | 3       |
| 2008/09                        | Prva liga                                            | I      | 1       |
| 2009/10                        | Prva liga                                            | I      | 3       |
| 2010/11                        | Prva liga                                            | I      | 1       |
| 2011/12                        | Prva liga                                            | I      | 4       |
| 2012/13                        | Prva liga                                            | I      | 10      |
| 2013/14                        | Prva liga                                            | I      | 10      |
| 2014/15                        | Prva liga                                            | I      | 11      |
| 2015/16                        | Treća liga - Juzna regija (grupa południowa)         | III    | 6 **    |
| 2016/17                        | Treća liga - Juzna regija (grupa południowa)         | III    | 5       |

 * W wyniku przeprowadzonego 21 maja 2006 referendum niepodległościowego zadeklarowano zerwanie dotychczas istniejącej federacji Czarnogóry z Serbią (Serbia i Czarnogóra). W związku z tym po sezonie 2005/06 wszystkie czarnogórskie zespoły wystąpiły z lig Serbii i Czarnogóry, a od nowego sezonu 2006/07 Mogren Budva przystąpił do rozgrywek Prvej crnogorskiej ligi.
 ** Mogren Budva ogłosił upadłość w 2015 roku i nie przystąpił do rozgrywek Drugiej ligi w sezonie 2015/16, drużyna została zgłoszona do rozgrywek Trećej ligi.

## Sukcesy
- mistrzostwo Czarnogóry (2): 2009 i 2011.
- mistrzostwo Drugiej ligi SR Јugoslavije (2): 1998 i 2002 (awanse do Prvej ligi SR Јugoslavije).
- mistrzostwo Crnogorskiej ligi (III liga) (1): 1981 (awans do Drugiej ligi FSR Јugoslavije).
- Puchar Czarnogóry:
  - zdobywca (1): 2008.
  - finalista (1): 2011.

## Europejskie puchary
Legenda do wszystkich tabel:
- Q – runda eliminacyjna, 1/16, 1/8, 1/4, 1/2 – odpowiednia faza rozgrywek, Grupa – runda grupowa, 1r gr – pierwsza runda grupowa, 2r gr – druga runda grupowa, F – finał, R – runda, PO – play-off
- k. – rzuty karne, los. – losowanie, Dogr. – dogrywka, w. – zasada bramek strzelonych na wyjeździe

| Sezon   | Rozgrywki     | Runda | Przeciwnik                  | Dom | Wyjazd | Ogólnie |
| ------- | ------------- | ----- | --------------------------- | --- | ------ | ------- |
| 2008/09 | Puchar UEFA   | 1Q    | Hapoel Ironi Kirjat Szemona | 0–3 | 1–1    | 1–4     |
| 2009/10 | Liga Mistrzów | 1Q    | Hibernians FC               | 4–0 | 2–0    | 6–0     |
| 2009/10 | Liga Mistrzów | 2Q    | FC København                | 0–6 | 0–6    | 0–12    |
| 2010/11 | Liga Europy   | 1Q    | UE Santa Coloma             | 2–0 | 3–0    | 5–0     |
| 2010/11 | Liga Europy   | 2Q    | Maccabi Tel Awiw            | 2–1 | 0–2    | 2–3     |
| 2011/12 | Liga Mistrzów | 2Q    | Liteks Łowecz               | 1–2 | 0–3    | 1–5     |